# لارس پورسنا

نقشهٔ لشکرکشی لارس پورسنا به رُم

لارس پورسِنا (به لاتین: Lars Porsena) از پادشاهان قوم اِتروسک‌ها، از اقوام ایتالیای باستان، بود.
او در حدود ۵۰۰ پیش از میلاد فرمانروای شهر کلوسیوم (امروزه کیوزی، استان سیه‌نا) بود و نام‌آوری او از برای نبردی است که با جمهوری روم داشت.
پس از برکناری لوسیوس تارکوینیوس سوپربوس -واپسین پادشاه روم- در ۵۰۹ قبل از میلاد دودمان پادشاهی ـ که تباری اتروسک داشت ـ از لارس پورسنا درخواست نمود تا در براندازی جمهوری روم ایشان را یاری رساند و وی نیز پذیرفت. تیتوس لیویوس می‌نویسد که دلاوری رومیان ــ خاصه هوراتیوس کوکلس و موکیوس اسکایه‌ولا ــ در دفاع از شهر در او اثر کرد و دست از جنگ کشید و دوست رومیان شد.
لارس پورسنا را پس از مرگ در شهری که بر آن فرمان می‌راند در گور نهادند ولی لوکیوس کورنلیوس سولا، جنگسالار رمی، در پی چیرگی بر کلوسیوم در ۸۹ پیش از میلاد آرامگاهش را ویران‌کرد. 